# Вуглехімічний журнал
«ВуглеХімічний журнал» (УглеХимический журнал) — науково-виробничий журнал. ISSN 1681-309X
Свідоцтво про державну реєстрацію:	КВ № 31 от 07.09.1993
Країна видання — Україна.
Засновники: Українська науково-промислова асоціація Укркокс, ДП «Український державний науково-дослідний вуглехімічний інститут (УХІН)», Державне підприємство «Державний інститут по проектуванню підприємств коксохімічної промисловості» (ДП «ГИПРОКОКС»)
Видавець: Український науково-дослідний вуглехімічний інститут.
Спеціалізація: Переробка (коксування і збагачення) вугільних корисних копалин.
Рік заснування 1993.
Чисел на рік — 6.
Журнал внесений ВАК України до: Переліку наукових фахових видань.
З 2016 р. входить до наукометричної бази даних Index Copernicus International S.A. (Польща).
Головний редактор: Ковальов Євген Тихонович, проф., Д.т.н. (м.Харків)
Заступники головного редактора:	
д.т.н. Чешко Федір Федорович  (м. Харків)
проф., д.т.н. Старовойт Анатолій Григорович  (м. Дніпро) 
Відповідальний секретар:	 к. т. н. Володимир Михайлович Шмалько (м.Харків)
Члени редколегії:	 проф., д.т.н. В.Д. Барський (м. Дніпро), к.т.н. А.Л. Борисенко, (м.Харків), проф., д.х.н. М.Н.Братичак (м. Львів), проф., д.т.н. Е.М. Бабенко (м. Новополоцьк, Білорусь), проф., д.т.н. Ю.С. Васильєв (м. Харків), д.т.н. Г.А. Власов (м. Харків), доц., д.т.н. О.Б. Гринишин (м. Львів), проф., д.т.н., В.М. Гуляєв (м. Кам'янське), к.т.н. І.В.Золотарев (м. Макіївка), С.А. Кравченко (м.Харків), к.т.н. В.В. Кривонос (м. Алчевськ), проф. д.т.н. А. Мяновський (м. Глівіци, Польща), проф., д.т.н. С.І. Пінчук (м. Дніпро), проф., д.т.н. Е.Е. Прохач (м. Харків), к.т.н. М.І. Рудкевич (м.Львів), к.е.н. В.І. Рудика (м. Харків), проф. д.т.н. С.А.Слободской (м.Київ), проф., д.т.н. Т.М.Сабірова (м. Єкатеринбург, Росія), проф., д.т.н. Ю.Я. Філоненко (м. Липецьк, Росія), проф., д.х.н. Т.Г. Шендрик (м. Київ), проф., д.т.н. В.І. Шустиков (м.Харків).

## Інтернет-ресурси
- Сайт журналу

1. 1 2  The ISSN portal — Paris: ISSN International Centre, 2005. — ISSN 1681-309X